# 天授 (劉獲)
天授（てんじゅ）は、南北朝時代に北魏で反乱を起こした劉獲、鄭辯が建てた私年号。527年。

## 西暦との対照表
| 天授 | 元年  |
| 西暦 | 527年 |
| 干支 | 丁未  |